# Serixia fumosa
Serixia fumosa là một loài bọ cánh cứng trong họ Cerambycidae.